# Benton (Iowa)
Benton – miasto w Stanach Zjednoczonych, w stanie Iowa, w hrabstwie Ringgold.

## Demografia
Zgodnie ze spisem statystycznym z 2000 roku, miasto liczyło 40 mieszkańców. Po upływie ćwierćwiecza (2023 r.) zaludnienie Benton nie uległo żadnej zmianie, miasto nadal liczyło tylko 40 mieszkańców.